# 14e armée (Union soviétique)
Pour les articles homonymes, voir 14e armée.
Ne doit pas être confondu avec 14e armée de la Garde.
La 14e armée est une unité de l'Armée rouge crée en 1939 durant la Guerre d'hiver, dissoute en 1945. Elle est recrée en 1948 et définitivement dissoute en 1953

## Historique opérationnel
La 14e armée est créée en octobre 1939 dans la région de Leningrad. Durant la Guerre d'Hiver elle participe à la bataille de Petsamo en 1939.
En 1941, durant la Guerre de continuation, alors qu'elle est rattachée au Front de Carélie, elle protège Mourmansk face aux troupes nazies qui attaquent depuis la Norvège dans le cadre de l'opération Silberfuchs.
En 1944 elle participe à l'offensive Petsamo-Kirkenes,.
En juillet 1945, son état-major est reconverti pour former le District militaire de Belomorsky (District militaire de la mer Blanche).
Elle est reformée en juin 1948 en tant que 14e armée d'assaut, autour du 126e corps de fusiliers légers de montagne. Elle est censée se déployer dans la Péninsule Tchouktche, en face de l'Alaska. Sa mission aurait consisté en cas de guerre à envahir l'Alaska.
Elle est finalement dissoute en mai 1953 après la mort de Staline.

## Première formation (1939-1945)
La 14e armée est formée en Octobre 1939 dans le District militaire de Léningrad.
Elle participe à la Guerre d'hiver durant laquelle les 52e et 104e divisions de fusiliers affrontent les Finlandais lors de la Bataille de Petsamo.
A la date du 24 juin 1941 son organisation était la suivante  :
42e corps de fusiliers
293e bataillon indépendant de signaux
279e bataillon indépendant du génie
104e division de fusiliers 
122e division de fusiliers
14e division de fusiliers
52e division de fusiliers
1e division de chars
23e région fortifiée de Mourmansl
1e division aérienne mixte 
137e régiment de Chasse(Afrikanda) (SB)
145e régiment de Chasse (Shangui) (38 I-153)
147e régiment de Chasse (Murmashi) (36 I-153) Leonid Ivanov (Héros de l'Union soviétique à titre posthume) appartin à cette unité jusqu'à sa mort 27 juin 1941.
16th division de Chasse de la Garde fut formée en 1942 à partir des forces aériennes de la 14e armée
diverses unités d'artillerie et de soutien
La 14e armée est initialement rattachée au Front du Nord et chargée des opérations défensives dans la zone de Murmansk, Kandalaksha and Ukhta contre les troupes germano-finnoise engagées dans l'Opération Silberfuchs (29 juin 1941 – 19 septembre 1941
En coordination avec la 7e armée, elle participe aux opérations de défense face à l'Invasion finlandaise de la Carélie orientale (1er juillet 1941 – 10 octobre 1941). A partir de la mi juillet, la 14e armée arrête l'avancée finlandaise, puis jusqu'en octobre 1944 elle consolide ses positions par des actions offensives limitées.
Elle est rattachée à partir d'août 1941 au Front de Carélie nouvellement créé
Le 18 octobre 1944, après réorganisation elle est engagée dans le second échelon de l'Offensive Petsamo-Kirkenes.

### Liste des commandants
- Octobre 1939- Août 1941 : lieutenant-général Valerian A. Frolov
- Août 1941 - Mars 1942 : major-général Roman Ivanovitch Panine
- Mars 1942 - Mai 1945 : major-général Vladimir Ivanovitch Chtcherbakov

## Deuxième formation (1948-1953)
La 14e armée est reformée en juin 1948 à partir du 126e corps d'infanterie légère de montagne en tant que 14e armée d'assaut. Selon certaines sources elle devait être envoyée dans la Péninsule Tchouktche et, en cas de guerre, débarquer en Alaska.
Elle comprend les 116e, 117th et 121e divisions de fusiliers, toutes préalablement unités de fusiliers de montagne.
L'équipement de ces divisions ne comporte aucun bataillon de chars ou d'antichars. Au niveau de l'armée étaient rattachés les 1221e et 1222e régiments indépendants d'artillerie, le 280e bataillon indépendant du génie et les 187e et 493e bataillons indépendants de signaux ainsi que les 687e et 1252e compagnies indépendantes de signaux.
En 1949, la 95e division aérienne mixte stationnée à Anadyr lui est rattachée.
La 14e armée est dissoute en mai 1953 après la mort de Staline.

### Liste des commandants
- Juin 1948 -Mai 1951 : Lieutenant General Nikolay Oleshev[8].
- Mai 1951 - Avril 1952 : Major General Georgy Latyshev.
- Avril l952 - Mai 1953 : Lieutenant General Ivan Rubanyuk